# 西姆斯 (伊利諾伊州)
西姆斯（英語：Sims）是位於美國伊利諾伊州韋恩縣的一個村落。

## 地理
西姆斯的座標為38°21′40″N 88°32′06″W / 38.36111°N 88.53500°W，而該地最高點為海拔高度125米（即410英尺）。

## 人口
根據2010年美國人口普查的數據，西姆斯的面積為3.11平方千米，當中陸地面積為3.11平方千米，而水域面積為0.00平方千米。當地共有人口252人，而人口密度為每平方千米81人。